# وزنه‌برداری در المپیک تابستانی ۲۰۲۰ – ۱۰۹ کیلوگرم مردان

افراد شرکت کننده در وزن ۱۰۹ کیلو گرم

۱۰۹ کیلوگرم مردان یکی از رویدادهای وزنه‌برداری در بازی‌های المپیک تابستانی ۲۰۲۰ است که در تاریخ ۳ اوت ۲۰۲۱ در توکیو اینترنشنال فورم برگزار می‌شود.

## رکوردها
| رکورد جهان   | یک‌ضرب | یانگ ژه (CHN)           | ۲۰۰ ک‌گ | ۲۴ آوریل ۲۰۲۱ | تاشکند، ازبکستان   |
| رکورد جهان   | دوضرب | روسلان نورالدینوف (UZB) | ۲۴۱ ک‌گ | ۲۴ آوریل ۲۰۲۱ | تاشکند، ازبکستان   |
| رکورد جهان   | مجموع | سیمون مارتیروسیان (ARM) | ۴۳۵ ک‌گ | ۹ نوامبر ۲۰۱۸ | عشق‌آباد، ترکمنستان |
| رکورد المپیک | یک‌ضرب | استاندارد المپیک        | ۱۹۳ ک‌گ | ۱ نوامبر ۲۰۱۸ | —                  |
| رکورد المپیک | دوضرب | استاندارد المپیک        | ۲۳۱ ک‌گ | ۱ نوامبر ۲۰۱۸ | —                  |
| رکورد المپیک | مجموع | استاندارد المپیک        | ۴۱۹ ک‌گ | ۱ نوامبر ۲۰۱۸ | —                  |

| وزنه‌برداری در بازی‌های المپیک تابستانی ۲۰۲۰ | وزنه‌برداری در بازی‌های المپیک تابستانی ۲۰۲۰ | وزنه‌برداری در بازی‌های المپیک تابستانی ۲۰۲۰ | وزنه‌برداری در بازی‌های المپیک تابستانی ۲۰۲۰ | وزنه‌برداری در بازی‌های المپیک تابستانی ۲۰۲۰ | وزنه‌برداری در بازی‌های المپیک تابستانی ۲۰۲۰ |
| ------------------------------------------ | ------------------------------------------ | ------------------------------------------ | ------------------------------------------ | ------------------------------------------ | ------------------------------------------ |
| مردان                                      | مردان                                      | مردان                                      | زنان                                       | زنان                                       | زنان                                       |
|                                            | ۶۱ ک‌گ                                      |                                            |                                            | ۴۹ ک‌گ                                      |                                            |
|                                            | ۶۷ ک‌گ                                      |                                            |                                            | ۵۵ ک‌گ                                      |                                            |
|                                            | ۷۳ ک‌گ                                      |                                            |                                            | ۵۹ ک‌گ                                      |                                            |
|                                            | ۸۱ ک‌گ                                      |                                            |                                            | ۶۴ ک‌گ                                      |                                            |
|                                            | ۹۶ ک‌گ                                      |                                            |                                            | ۷۶ ک‌گ                                      |                                            |
|                                            | ۱۰۹ ک‌گ                                     |                                            |                                            | ۸۷ ک‌گ                                      |                                            |
|                                            | +۱۰۹ ک‌گ                                    |                                            |                                            | +۸۷ ک‌گ                                     |                                            |

## نتایج
| رتبه | ورزشکار             | کشور                | گروه | وزن بدن | یک‌ضرب | یک‌ضرب | یک‌ضرب | یک‌ضرب  | دوضرب | دوضرب | دوضرب | دوضرب  | مجموع  |
| رتبه | ورزشکار             | کشور                | گروه | وزن بدن | ۱     | ۲     | ۳     | نتیجه  | ۱     | ۲     | ۳     | نتیجه  | مجموع  |
| ---- | ------------------- | ------------------- | ---- | ------- | ----- | ----- | ----- | ------ | ----- | ----- | ----- | ------ | ------ |
| 1    | اکبر ژورائف         | ازبکستان            | A    |         | ۱۸۹   | ۱۸۹   | ۱۹۳   | ۱۹۳    | ۲۲۷   | ۲۳۴   | ۲۳۷   | ۲۳۷ OR | ۴۳۰ OR |
| 2    | سیمون مارتیروسیان   | ارمنستان            | A    |         | ۱۹۰   | ۱۹۵   | ۱۹۸   | ۱۹۵ OR | ۲۲۸   | ۲۳۸   | ۲۳۸   | ۲۲۸    | ۴۲۳    |
| 3    | آرتورس پلسنیکس      | لتونی               | A    |         | ۱۷۵   | ۱۸۰   | ۱۸۳   | ۱۸۰    | ۲۲۰   | ۲۲۵   | ۲۳۰   | ۲۳۰    | ۴۱۰    |
| ۴    | تیمور نانیف         | چین                 | A    |         | ۱۸۰   | ۱۸۵   | ۱۸۸   | ۱۸۸    | ۲۲۱   | ۲۲۱   | ۲۲۴   | ۲۲۱    | ۴۰۹    |
| ۵    | هریستو هریستوف      | بلغارستان           | A    |         | ۱۸۵   | ۱۸۹   | ۱۹۲   | ۱۸۹    | ۲۱۳   | ۲۱۹   | ۲۲۲   | ۲۱۹    | ۴۰۸    |
| ۶    | جین یون-سئونگ       | کره جنوبی           | A    |         | ۱۸۰   | ۱۸۵   | ۱۸۵   | ۱۸۰    | ۲۲۰   | ۲۲۵   | ۲۳۰   | ۲۲۰    | ۴۰۰    |
| ۷    | آرکادیوش میکالسکی   | لهستان              | A    |         | ۱۷۵   | ۱۷۹   | ۱۷۹   | ۱۷۵    | ۲۱۶   | —     | —     | ۲۱۶    | ۳۹۱    |
| ۸    | وسلی کیتس           | ایالات متحده آمریکا | A    |         | ۱۷۳   | ۱۷۷   | ۱۷۷   | ۱۷۷    | ۲۱۳   | ۲۱۳   | ۲۲۰   | ۲۱۳    | ۳۹۰    |
| ۹    | ایمن باچا           | تونس                | B    |         | ۱۷۲   | ۱۷۷   | ۱۷۷   | ۱۷۷    | ۲۰۳   | ۲۱۱   | ۲۱۷   | ۲۱۱    | ۳۸۸    |
| ۱۰   | اووز اووزوو         | ترکمنستان           | B    |         | ۱۶۵   | ۱۷۱   | ۱۷۶   | ۱۷۱    | ۲۰۰   | ۲۱۰   | ۲۱۱   | ۲۰۰    | ۳۷۱    |
| ۱۱   | آرناس شیدیشکیس      | لیتوانی             | B    |         | ۱۵۱   | ۱۵۶   | ۱۶۰   | ۱۵۶    | ۱۸۲   | ۱۸۷   | ۱۹۰   | ۱۸۷    | ۳۴۳    |
| ۱۲   | متیو لیدمنت         | استرالیا            | B    |         | ۱۵۲   | ۱۵۸   | ۱۶۵   | ۱۵۸    | ۱۸۰   | ۱۸۵   | ۱۸۵   | ۱۸۰    | ۳۳۸    |
| ۱۳   | تانومافیلی جونگبلوت | ساموآی آمریکا       | B    |         | ۱۴۰   | ۱۵۰   | ۱۵۵   | ۱۵۰    | ۱۸۰   | ۱۹۰   | ۱۹۰   | ۱۸۰    | ۳۳۰    |
| —    | علی هاشمی           | ایران               | A    |         | ۱۷۷   | ۱۸۱   | ۱۸۴   | ۱۸۴    | ۲۲۶   | ۲۲۶   | ۲۲۸   | —      | —      |